# Astragalus atrovinosus
Astragalus atrovinosus är en ärtväxtart som beskrevs av Mikhail Grigoríevič Popov. Astragalus atrovinosus ingår i släktet vedlar, och familjen ärtväxter. Inga underarter finns listade i Catalogue of Life.